# Lincoln (Argentina)
Lincoln es una ciudad del noroeste de la provincia de Buenos Aires, en Argentina, cabecera del partido homónimo. Fue declarada Capital Nacional del Carnaval Artesanal por el Congreso de la Nación en octubre de 2018.
Lincoln es uno de los distritos con mayor superficie de la región que concentra actividades productivas netamente agropecuarias, industriales, comerciales e institucionales de su jurisdicción.
Fue fundada el 19 de julio de 1865 por decreto del Poder Ejecutivo en el anteriormente denominado paraje "El Chañar", honrando con su nombre a Abraham Lincoln (el decimosexto presidente de los Estados Unidos, quien fuera asesinado el 15 de abril de 1865), según proyecto de Dardo Rocha. Al noreste limita con el partido de Junín, la segunda ciudad más importante del noroeste de la provincia de Buenos Aires.
El Carnaval de Lincoln es una tradición que tiene más de 130 años de historia, siendo una iniciativa que se respeta año tras año por su comunidad. Sus corsos son un atractivo que lleva visitantes a la ciudad cada año.

## Clima
El clima sobre esta región es normalmente templado, la temperatura anual media es de 16 °C.
Heladas: Tiene un periodo libre de ellas.[cita requerida]

## Población
Cuenta con 45,506 habitantes (Indec, 2022), lo que representa un incremento del 18% frente a los 28 051 habitantes (Indec, 2010) del censo anterior.
| Gráfica de evolución demográfica de Lincoln entre 1895 y 2022 |
|                                                               |
| Fuentes: INDEC                                                |

## El comienzo del partido de Lincoln
Cuando la empresa gubernamental destinada a afianzar la conquista del desierto parecía consolidarse, causas políticas obstaculizaron dicha labor y la frontera sufrió un retroceso hasta repasar el Río Salado.
Posteriormente, las fuerzas fronterizas retoman su avance y los nuevos poblados se incorporan al patrimonio del país (1853).
Así, en el corazón de la Pampa, luego de la llamada "conquista del desierto", comenzó un ritmo natural de crecimiento de unos 500 habitantes en 1881, más tarde en unos 10 000 habitantes en 1889 en el Partido y 2.000 su aldea. Paralelamente, se comienzan los registros de las actividades agrícolas-ganaderas. Las primeras colonias linqueñas vinieron como consecuencia del calculado acaparamiento de las tierras previo desprestigio de sus cualidades, además de ser paraje para el tren.

## Historia
Su iglesia católica (Inmaculada Concepción) fue fundada el 21 de julio de 1896 por el arzobispo de La Plata y su primer párroco fue el P. Francisco Couto Neiro. 
La escuela más emblemática de esta ciudad es la Escuela Normal Mixta "Abraham Lincoln"; de educación pública, creada en 1910.
También existe una escuela hogar, Escuela Hogar Virgen Niña, fundada el 22 de marzo de 1922.
Su hospital, habilitado en 1924, actualmente es considerado de mediana complejidad (debido a su aparatología).
Su biblioteca principal, Domingo F. Sarmiento, data desde el 22 de abril de 1889. Posee además sala infantil y está capacitada para la enseñanza de Braille.

## Primeras autoridades
En razón de carecer Lincoln de autoridades propias por decreto del 16 de enero de 1866, el mismo fue adscripto al partido de Bragado.
Los Jueces de Paz de Junín reclamaron, por considerar que su vinculación con Lincoln era mayor, y así pasó como adscripto a ese distrito hasta el 20 de agosto de 1872, fecha en que Lincoln alcanza su autonomía cuando fue designado el primer juez de paz, Liborio Tiseyra.
Once días más tarde se asigna la primera Comisión Municipal que integraron los señores Federico Walkelmi, Telémaco B. Coffin, Francisco Sosa y Francisco Novo.
Estas autoridades emplearon los mejores esfuerzos en conseguir que se llevase a cabo la fundación del pueblo de cabecera del partido, y tendrían la satisfacción de verlo delineado por Telémaco González en 1874.
En la última década del siglo Lincoln alcanzaba los 10.116 habitantes, más que Junín. Dada esa cantidad, Lincoln figuraba entre los partidos que debían elegir una municipalidad.
La nueva constitución de la provincia, promulgada el 22 de octubre de 1889, estableció que todo poder público emanaba del pueblo, por lo que la primera municipalidad electiva de Lincoln se constituyó el 13 de enero de 1891, quedando integrada de la siguiente manera:
Intendente: Andrés Sein.
Presidente del concejo: Manuel Gallardo.
Secretario del concejo: Antonio Farelo.
Secretario de la intendencia: Celestino Roques.
A partir del 1 de enero de 1908, Lincoln fue declarada ciudad.

## Historia del Carnaval

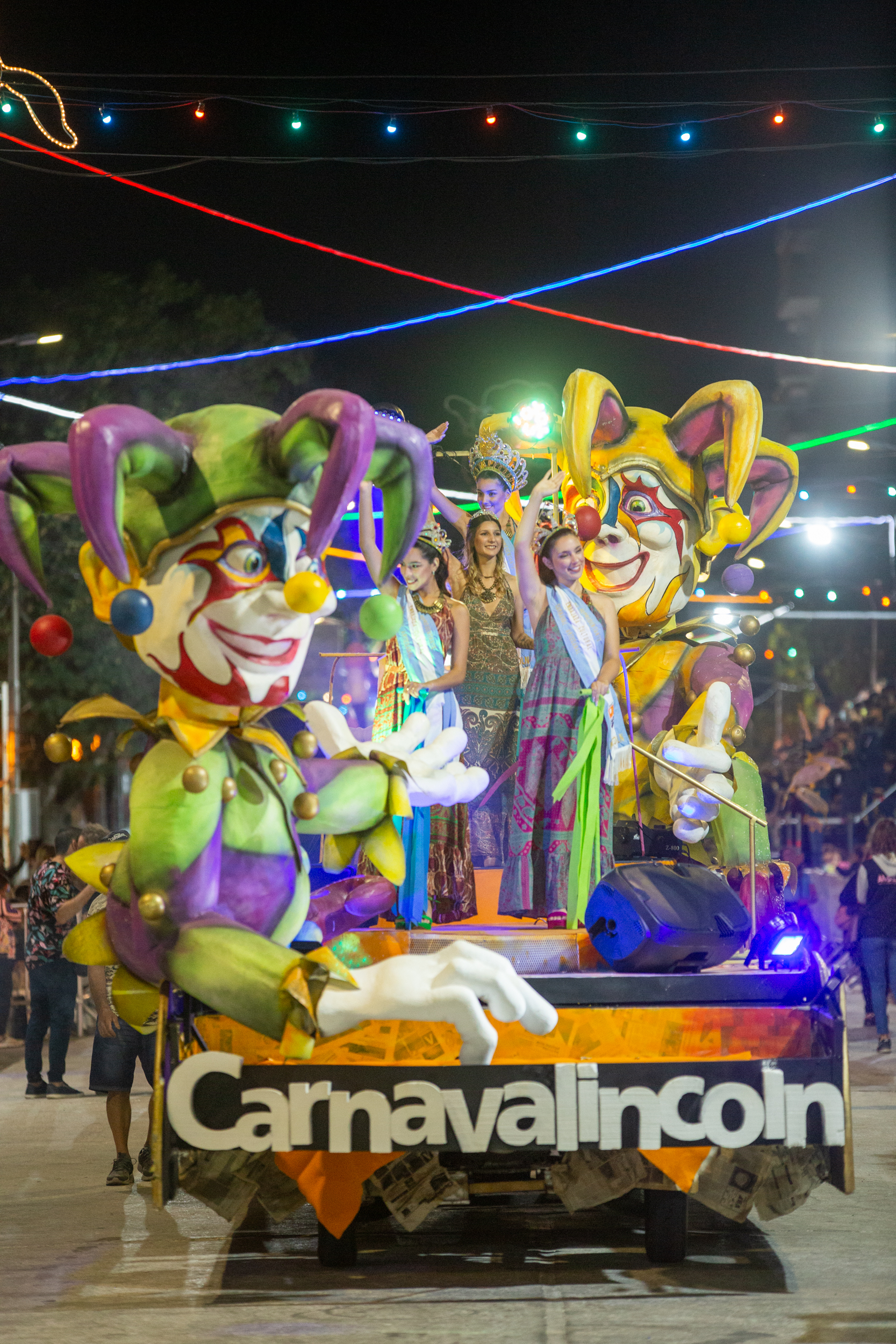
carro alegórico en el que desfilan las representantes Embajadora Cultural del Carnaval Artesanal

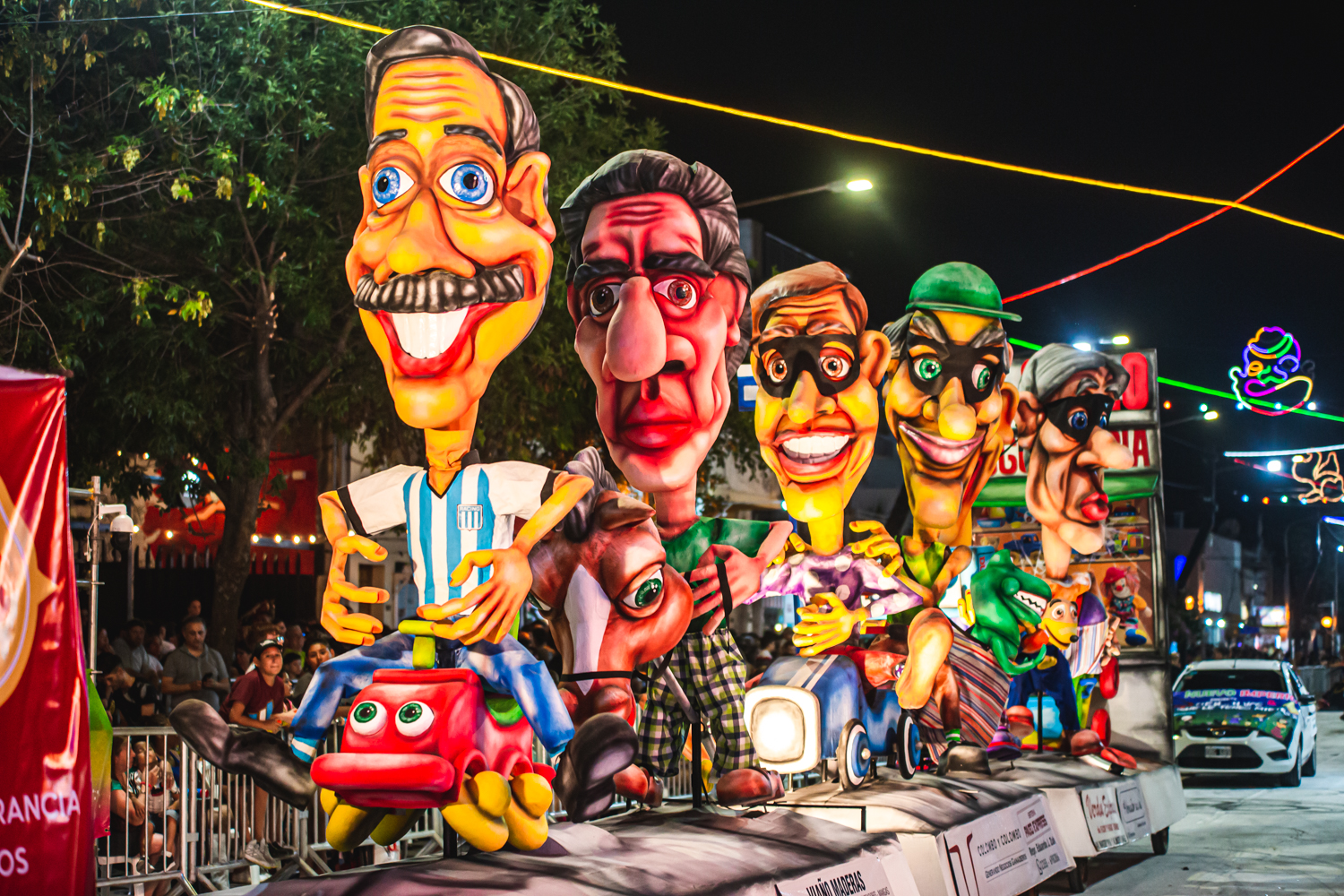
"El robo del siglo" carroza primer premio edición 2023

En el año 1928, el profesor Enrique Alejandro Urcola incorporó a esos carros métodos artesanales utilizados en el Taller de Escenografía del Teatro Colón -donde trabajó-, modelando figuras con la superposición de trozos de papel engrudado, técnica que se conoce con la palabra de idioma italiano `cartapesta`. Ese año, Urcola confeccionó una carroza con movimiento llamada `Peliculeros`, dando origen a lo que es hoy el principal atractivo del carnaval: las figuras mecánicas.
En los siguientes años, realizó una pareja de abuelos que giraban la cabeza y movían los ojos, mientras se hamacaban en un sube y baja. Posteriormente, creó el vehículo manomóvil con `Trifón y Sisebuta`, personajes de la historieta Mc Manus. A partir de allí, los artesanos -incentivados por Urcola- fueron superando en cada una de las ediciones del carnaval su creatividad no solo por los personajes elegidos, sino también por el material y las técnicas de realización. De este modo, surgieron otros motivos, tales como las minicarrozas y las máscaras sueltas.
Pero a las carrozas, se sumaron otros atractivos que vinieron a completar la fiesta: las escuelas de samba, las atracciones mecánicas, las batucadas, los cuerpos de baile, las bastoneras y las reinas: Todos representan verdaderas expresiones de la creatividad popular, que marcan la identidad del carnaval linqueño. Las grandes carrozas actuales tienen más de diez metros de cargo y aproximadamente cuatro de alto y están montadas sobre tres o cuatro carros, con un sistema con movilidad propia. La construcción consiste en materiales como papel y engrudo, telgopor, goma espuma, etc.
Son verdaderas obras de arte, que luego de ser exhibidas en la ciudad son llevadas a otros lugares para demostrar la calidad de los trabajos. Las mini carrozas, cabezudos y máscaras sueltas presentan las mismas características de trabajo, pero en menor dimensión. Actualmente, más de 100 motivos de Carnaval componen el desfile sobre 7 cuadras de la Avenida principal de la Ciudad (Av. Massey). Ese desfile está integrado por Carrozas, Mini Carrozas, Máscaras Sueltas, Cabezudos, Comparsas, Batucadas, Atracciones mecánicas, cuerpos de baile y Autos Locos. Además, el cierre de cada noche está a cargo de artistas de primer nivel nacional y, también internacional. Año tras año, entre otros, han desfilado por el escenario mayor Los Nocheros, La Mona Jiménez, Divididos, Axel, Abel Pintos, Karina (la princesita), David Bisbal, Ratones Paranoicos, Los Auténticos Decadentes, Soledad y La Mosca. Cada noche de carnaval es visitada por más de 35.000 personas.

## Economía
Es una región de intensa actividad agrícola y ganadera. Es sede de la industria de secadoras de granos “Mega” y también de "Prolac" que se dedica a trabajar con diversos químicos. Lincoln se destaca por la cantidad de distintos rubros en el área comercial y también tiene una fuerte actividad en lo que es organismo de Estado, ya sea nacional o provincial (Bancos, A.N.S.E.S, I.O.M.A.)
Se ha incrementado la actividad agrícola sobre la ganadera, que es la que más dinero mueve en esta región.
También se ha apostado a la producción de dulces, muebles, pastas caseras, indumentaria, etc.

## Turismo
Son muy populares los carnavales celebrados en ella, así como el Parque General San Martín, el cual ocupa una superficie de 87 hectáreas extendida bajo una añeja arboleda. 
Magnífico para disfrutar de días al aire libre en familia, cuenta con comodidades incomparables, juegos infantiles, lago artificial, quinchos y parrillas con mesas. Tres piletas de natación deleitan a los visitantes de todas las edades durante la temporada veraniega, en tanto el sector de camping perfectamente acondicionado permite su acceso a lo largo de todo el año. Proveeduría, confitería y restaurante completan la infraestructura de servicios evitando al acampante la necesidad de alejarse del lugar en busca de provisiones.
Inmerso en la frondosa vegetación, este Complejo Recreativo Integral ostenta además un seductor Hipódromo de Trote; un Campo de Golf con 18 hoyos, sede social y restaurante; canchas de Tenis, Fútbol, Vóley, Rugby; Pista de Atletismo; Velódromo; así como un Museo en el que se atesoran elementos pertenecientes al patrimonio histórico del Partido.
Ambos ayudan a mantener el flujo turístico de la ciudad. El carnaval de Lincoln es símbolo de una tradición que se inició en el año 1928, cuando el profesor Enrique A. Urcola incorporó métodos artesanales utilizados en el Taller de Escenografía del Teatro Colón -donde trabajó-, modelando las figuras con la superposición de trozos de papel engrudado, técnica que se conoce con la palabra de idioma italiano `cartapesta`. Ese año, Urcola confeccionó una carroza con movimiento llamada `Peliculeros`, dando origen a lo que es hoy el principal atractivo del carnaval: las figuras mecánicas.
En los siguientes años, realizó una pareja de abuelos que giraban la cabeza y movían los ojos, mientras se hamacaban en un sube y baja.
Posteriormente, creó el vehículo manomóvil con `Trifón y Sisebuta`, personajes de la historieta Mc Manus.
A partir de allí, los artesanos -incentivados por Urcola- fueron superando en cada una de las ediciones del carnaval su creatividad no solo por los personajes elegidos, sino también por el material y las técnicas de realización. De este modo, surgieron otros motivos, tales como las minicarrozas y las máscaras sueltas.
Pero a las carrozas, que son el atractivo principal, se sumaron otros afluentes que vinieron a completar nuestra gran fiesta: las escuelas de samba, las atracciones mecánicas, las batucadas, los cuerpos de baile, las bastoneras y las reinas.
Todos estos ingredientes, que ya tienen una larga tradición, representan verdaderas expresiones de la creatividad popular, que marcan la identidad del carnaval linqueño.

## El deporte en Lincoln

### Club Atlético El Linqueño
fundado el 6 de junio de 1915 luego de que en 1914 hubo un intento fallido de fundar el "Linqueño Football Club". La primera comisión directiva estaba conformada de la siguiente manera: Presidente: Eugenio Juan Devota. Vicepresidente: Juan Cándido Maffia. Secretario: Ángel Bramajo Prosecretario: Pedro Amadeo Tesorero: Juan Caballer Protesorero: Pio Rodríguez. Vocales: Leonardo Costa, Roque Palumbo, Manuel Sánchez, Gabriel Goenaga y Santiago Brocos. La primera cancha de la institución fue en terrenos cedidos por la municipalidad en inmediaciones de lo que luego sería la escuela normal Abraham Lincoln.
La primera comisión directiva:
Presidente: Eugenio Juan Devota
Vicepresidente: Juan Cándido Maffia
Secretario: Ángel Bramajo 
Prosecretario: Pedro Amadeo 
Tesorero: Juan Caballer
Protesorero: Pio Rodríguez
Vocales: Leonardo Costa, Roque Palumbo, Manuel Sánchez, Gabriel Goenaga y Santiago Brocos.

### Club Rivadavia de Lincoln
En el año 1915 se fundó el club más ganador de la ciudad de Lincoln,se crea la Asociación de Fútbol del Oeste, con el objeto de organizar y dirigir los torneos en forma oficial. La sede se encontraba en Bragado. El primer campeonato se organizó en 1929. Rivadavia fue el único club de Lincoln entre los fundadores de esta asociación. Su clásico rival es Club Atlético El Linqueño. Rivadavia logró tres ascensos dos ellos de forma consecutiva del Torneo Argentino C a Torneo Argentino B (2005) y del Torneo Argentino B al Torneo Argentino A (2006), llegando a la final del Torneo Argentino A en 2007.
La historia comenzó a tomar forma en el local que Nicolás Sabella tenía en Av. 9 de Julio al 400. Fueron cerca de 20 las personas que se dieron cita en ese lugar. Tras un debate, la comisión quedó conformada de la siguiente manera: Presidente: José Petrella; Vicepresidente: Julián Ruax; Secretario: Agustín Lódola; Prosecretario: José Mango; Tesorero: Francisco Custelín; Protesorero Juan Vidal; Vocales: Manuel Barrientos, Enrique Bártoli, Emilio Barceglini, Luciano Cayón, Andrés de la Palenque, Francisco Gangoiti, Manuel Gangoiti, Rafael Gariboti, José O. Mango, Alcides Pellicié, Salvador Ruax, Luis Sorgentini, Ivo Vechia y Miguel Pietrángelo. Cuando fue el momento de ponerle nombre al club, el presidente sugirió "Team Rivadavia", que fue aceptado por todos. El animoso grupo de jóvenes querían dedicarse principalmente a la práctica del fútbol, razón de ser de la institución. En principio se practicó en un terreno alquilado, adquiriéndose en 1921 una fracción de terreno de algo más de una hectárea en la denominada "Quinta Sol de Mayo", donde actualmente se encuentra el campo de deportes, instalándose en ella la cancha, denominada por aquel entonces "de los eucaliptus" (una doble hilera de estos árboles bordeaba el campo de juego). 
Por sus filas pasaron jugadores como Diego Castaño, Guillermo Suárez, Juan Bottaro, Pochín Ochoa, Mario Esterluz, los hermanos Rolando Schiavi y Fabio Schiavi, Alejandro López, entre otros jugadores.

### Club Juventud Unida
Fundado el 25 de octubre de 1929.

### Club Atlético Argentino
Fundado el 30 de septiembre de 1922.

### Club Atlético Vagos Unidos Linqueños (CAVUL)
Fundado el 17 de marzo de 1950.

## Medios de comunicación
- La Posta del Noroeste
- Somos Lincoln
- Semanario Todo Noticias
- Diario Democracia (Junín), como medio regional también cubre la actualidad de Lincoln